# Hope (pel·lícula)
Hope (originalment en noruec, Håp) és una pel·lícula dramàtica noruega del 2019 dirigida per Maria Sødahl. Va ser seleccionada com a entrada noruega per a la millor pel·lícula de parla no anglesa als 93ns Premis Oscar, i va entrar a la llista de quinze pel·lícules. La versió doblada al català es va estrenar el 2021.

## Sinopsi
Una parella casada s'ha d'enfrontar a la seva relació durant molt de temps descurada quan a la dona se li diagnostica càncer cerebral.

## Repartiment
- Andrea Bræin Hovig com a Anja
- Stellan Skarsgård com a Tomas